# Leavin'
«Leavin»' es el primer sencillo del álbum Departure del cantante estadounidense Jesse McCartney.

## Información
"Leavin'" fue lanzado digitalmente el 18 de mayo de 2008 y fue certificado disco de platino en Estados Unidos el 20 de agosto del mismo año por más de 1 millón de copias vendidas. A partir de marzo del 2009, el sencillo vendió más de 1.6 millones de descargas digitales, de acuerdo con Nielsen SoundScan. Se colocó en el número 8 en las Summer Songs de 2008.
El video musical, dirigido por Sanji, fue filmado el 17 de febrero del 2008 y ha logrado más de 26 millones de visitas en su canal oficial y más de 14 millones en el canal de Hollywood Records. Fue lanzado digitalmente en iTunes el 13 de mayo de 2008.

### Lista de canciones
Descarga digital/CD Sencillo
1. Leavin'
2. Leavin' (The Bimbo Jones Radio Edit)

CD Sencillo Bonus
1. Leavin'
2. Bleeding Love

CD Sencillo (Australia)
1. Leavin'
2. Leavin' (Bimbo Jones Club Remix)
3. Leavin' (MSTRKRFT)

Promo CD (UK)
1. Leavin'
2. Leavin' (JFK MSTRKRFT Remix)
3. Leavin' (The Bimbo Radio Edit)
4. Leavin' (Ralph Rosario Radio Edit)

## Crítica
Musicouch describió el nuevo estilo de McCartney como "un pop maduro y con sensibilidad", comparándolo con Justin Timberlake.

## Posicionamiento
| Listas (2008)                                    | Posición |
| ------------------------------------------------ | -------- |
| Taiwán Singles Chart                             | 5        |
| Australia Singles Chart                          | 49       |
| Países Bajos Singles Chart                       | 97       |
| Francia Singles Chart                            | 32       |
| Italia Singles Chart                             | 52       |
| Irlanda Singles Chart                            | 47       |
| UK Singles Chart                                 | 48       |
| Canadian Hot 100                                 | 16       |
| Hot Canadian Digital Singles                     | 17       |
| U.S. Billboard Hot 100                           | 10       |
| U.S. Billboard Hot 100 Airplay                   | 1        |
| U.S. Billboard Bubbling Under Hot 100            | 2        |
| U.S. Billboard Hot Dance Music/Club Play Singles | 1        |
| U.S. Billboard Hot Adult Top 40 Tracks           | 21       |
| U.S. Billboard Hot Digital Songs                 | 7        |
| U.S. Billboard Pop 100                           | 1        |
| U.S. Billboard Pop 100 Airplay                   | 1        |
| U.S. Billboard Rhythmic Top 40                   | 22       |
| U.S. Billboard Top 40 Mainstream                 | 1        |
| U.S. Billboard Ringtones                         | 22       |
| U.S. Billboard iLike Profiles: Most Added        | 1        |
| U.S. Billboard iLike Libraries: Most Added       | 20       |
| Los 40 Principales                               | 29       |
| Radio Disney                                     | 5        |
| CHR/Top 40 National Airplay                      | 1        |
| Muchmusic Top 30                                 | 7        |
| Airplay World Official Top 100                   | 79       |

| Fin de año - Listas (2008)         | Posición |
| ---------------------------------- | -------- |
| Brasil Hot 100                     | 44       |
| Canadian Hot 100                   | 56       |
| U.S. Billboard Hot 100             | 28       |
| U.S. Billboard Hot 100 Airplay     | 27       |
| U.S. Billboard Hot Dance Club Play | 35       |
| U.S. Billboard Hot Digital Songs   | 33       |
| U.S. Billboard Hot Digital Tracks  | 29       |
| U.S. Billboard Pop 100             | 6        |
| U.S. Billboard Pop 100 Airplay     | 5        |
| U.S. Billboard Top 40 Mainstream   | 2        |

| Década - Listas (2009)   | Posición |
| ------------------------ | -------- |
| U.S. Billboard Pop Songs | 10       |